# 岩ヶ崎町
岩ヶ崎町（いわがさきまち）は、昭和30年（1955年）まで宮城県栗原郡にあった町。現在の栗原市栗駒岩ヶ崎にあたる。

## 沿革
- 明治22年（1889年）4月1日 - 町村制施行にともない、岩ヶ崎村が単独で町制施行して岩ヶ崎町が発足。
- 昭和30年（1955年）4月1日 - 岩ヶ崎町と栗駒村・尾松村・鳥矢崎村・文字村および姫松村の一部（片子沢・宝来）が合併し、栗駒町となる。

## 行政
- 歴代町長

| 代 | 氏名         | 就任                   | 退任                      | 備考 |
| -- | ------------ | ---------------------- | ------------------------- | ---- |
| 1  | 中村宗三郎   | 明治22年（1889年）4月  | 明治35年（1902年）3月     |      |
| 2  | 高橋惣治     | 明治35年（1902年）4月  | 明治38年（1905年）1月     |      |
| 3  | 佐藤利蔵     | 明治38年（1905年）3月  | 大正2年（1913年）5月      |      |
| 4  | 中村小治郎   | 大正2年（1913年）5月   | 大正11年（1922年）6月     |      |
| 5  | 西村久五郎   | 大正11年（1922年）6月  | 大正15年（1926年）6月     |      |
| 6  | 佐々木新助   | 大正15年（1926年）10月 | 昭和11年（1936年）1月     |      |
| 7  | 佐藤伝治     | 昭和11年（1936年）3月  | 昭和19年（1944年）3月     |      |
| 8  | 佐々木静     | 昭和19年（1944年）3月  | 昭和20年（1945年）2月     |      |
| 9  | 千葉貞助     | 昭和20年（1945年）3月  | 昭和20年（1945年）9月     |      |
| 10 | 太宰作右ェ門 | 昭和20年（1945年）9月  | 昭和21年（1946年）11月    |      |
| 11 | 佐藤武志     | 昭和22年（1947年）4月  | 昭和30年（1955年）3月31日 |      |

## 教育
- 岩ヶ崎町立岩ヶ崎小学校
- 岩ヶ崎町立岩ヶ崎中学校

## 鉄道
- 栗原電鉄：岩ヶ崎駅